# Sasser
Sasser és un cuc informàtic, programat en Visual C++, que es propaga explotant la vulnerabilitat en el procés LSASS (Local Security Authority Subsystem). Aquesta vulnerabilitat és crítica en els sistemes operatius Windows XP i 2000 que no han sigut convenientement actualitzats.
LSASS controla diverses tasques de seguretat considerades crítiques, incloent control d'accés i polítiques de dominis. Una de les interfícies MS-RPC associada amb el procés LSASS, conté un desbordament de búfer que ocasiona un bolcat de pila, explotable en forma remota. L'explotació d'aquesta fallada, no requereix autenticació, i pot arribar a comprometre a tot el sistema. La naturalesa d'aquesta vulnerabilitat, es presta a ser explotada per un cuc o virus informàtic, capaç de propagar-se per les xarxes, i "Sasser" és el primer que la utilitza.